# Hässleholm (đô thị)
Đô thị Hässleholm (Hässleholms kommun) là một đô thị ở hạt Skåne phía nam Thụy Điển. Thủ phủ là thành phố Hässleholm.
Đô thị hiện nay được lập năm 1974 khi thành phố Hässleholm cũ (chính thành phố này được lập năm 1914) được hợp nhất với 7 đô thị xung quanh.

## Các địa phương
Có 17 khu vực đô thị ở đô thị Hässleholm.
Dân số dưới đây theo thời điểm ngày 31/12/2005.
| #  | Địa phương   | Dân số |
| -- | ------------ | ------ |
| 1  | Hässleholm   | 17.730 |
| 2  | Tyringe      | 4.573  |
| 3  | Vinslöv      | 3.865  |
| 4  | Bjärnum      | 2.,643 |
| 5  | Sösdala      | 1.785  |
| 6  | Vittsjö      | 1.691  |
| 7  | Hästveda     | 1.682  |
| 8  | Tormestorp   | 1.045  |
| 9  | Stoby        | 736    |
| 10 | Sjörröd      | 672    |
| 11 | Finja        | 553    |
| 12 | Vankiva      | 363    |
| 13 | Ballingslöv  | 321    |
| 14 | Emmaljunga   | 291    |
| 15 | Röke         | 243    |
| 16 | Mala         | 228    |
| 17 | Västra Torup | 210    |